# پرده دمایی
پردۀ دمایی یا شیب دمایی یا دماشیب (به انگلیسی: Thermocline) یک لایهٔ نازک و مجزا در یک تودهٔ بزرگ آبی است که درون آن، سرعت تغییر دما نسبت به عمق بسیار بیشتر از تغییر دما در بالا و پایین این لایه است. در اقیانوس‌ها پردهٔ دمایی، لایهٔ در حال اختلاط بالایی را از لایهٔ آرام عمیق پایینی جدا می‌کند. پردهٔ دمایی ممکن است بخش نیمه‌ثابتی از تودهٔ آب باشد که در پاسخ به پدیده‌هایی مانند گرما یا سرمای تابشی سطح آب در طول روز یا شب ایجاد شده‌است. این پاسخ بسیار وابسته به فصل، عرض جغرافیایی و آشفتگی ناشی از باد است. تغییرات اقلیمی فصلی، شرایط زیست‌محیطی محلی، جزر و مد و جریان می‌توانند بر عمق و ضخامت پردهٔ دمایی اثر گذارند.

## اقیانوس‌ها

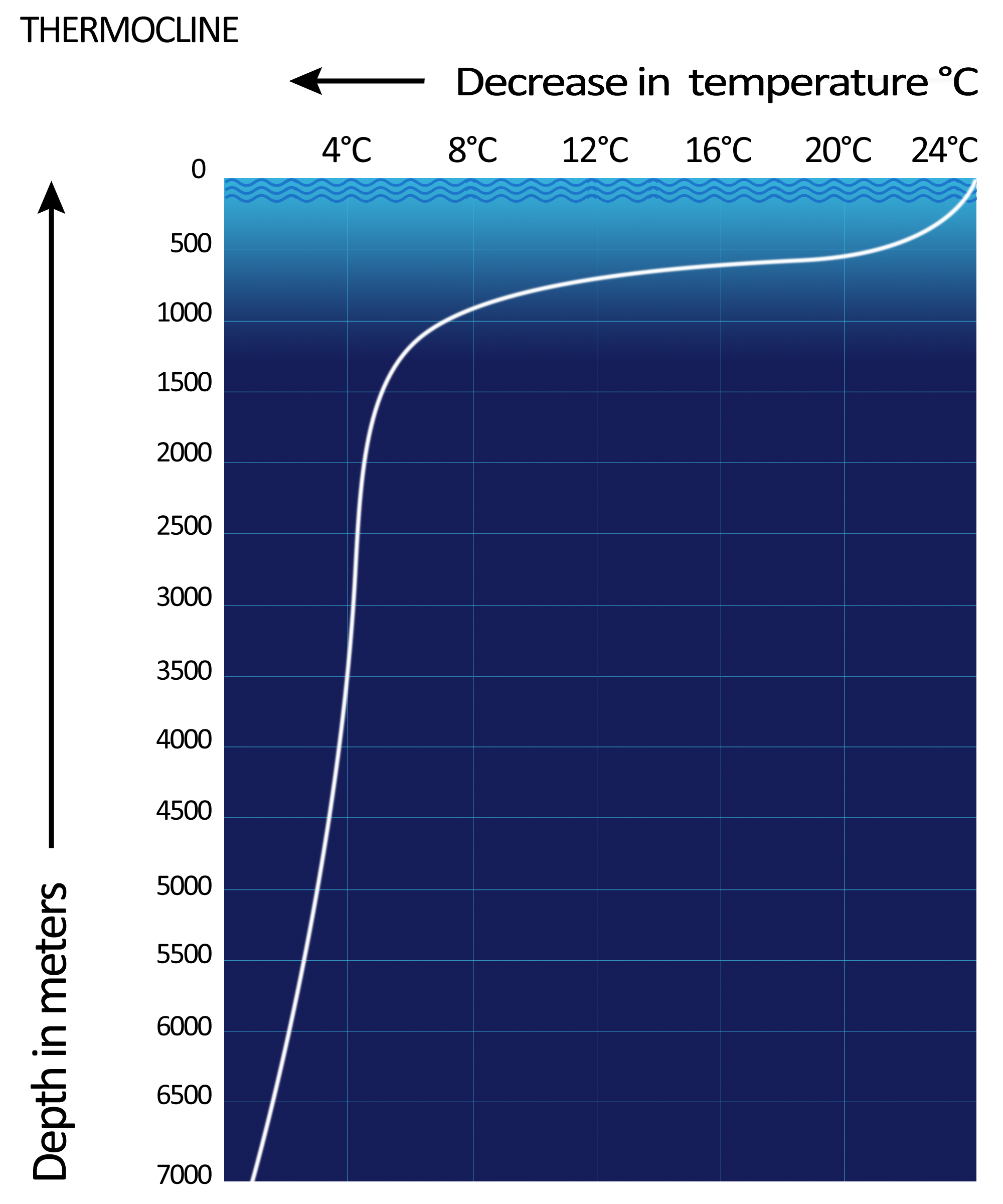
نمودار پردهٔ دمایی اقیانوسی استوایی (عمق بر حسب دما). به تغییر سریع میان تراز ۱۰۰ و ۱۰۰۰ متر توجه کنید. دما پس از عمق ۱۵۰۰ متر تقریباً ثابت است.

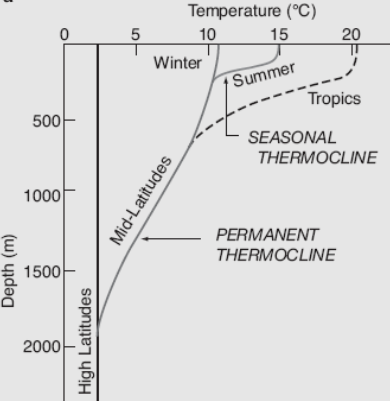
نمودار پرده‌های دمایی گوناگون بر پایهٔ فصل و عرض جغرافیایی

بیشتر انرژی گرمایی آفتاب توسط چند سانتی‌متر بالای سطح اقیانوس جذب می‌شود. این لایه در طول روز گرم می‌شود و در طول شب، به دلیل انتشار انرژی گرمایی در هوا به صورت تابشی سرد می‌شود. امواج آب را در نزدیکی لایهٔ سطحی مخلوط می‌کنند و گرما را در ترازهای پایین‌تر پخش می‌کنند. در نتیجه دمای آب در ۱۰۰ متر بالایی نسبتاً یکنواخت است. عمق اختلاط وابسته به قدرت موج و آشفتگی سطحی ناشی از جریان است. زیر این لایهٔ مخلوط شده، دما نسبت ثابت است و چرخه‌های روز و شب تأثیری بر آن ندارد. دمای آب عمیق به تدریج با عمق کاهش می‌یابد. از آن‌جایی که دمای انجماد آب شور، ۲٫۳- درجه سلسیوس است (و با افزایش عمق و فشار، کاهش می‌یابد)، دمای آب عمیق معمولاً اختلاف زیادی با دمای انجماد ندارد.
عمق پردهٔ دمایی متغیر است. این عمق در استوا نیمه‌ثابت، در ناحیه‌های معتدل متغیر و در ناحیه‌های قطبی ناچیز یا ناموجود است.
در اقیانوس آزاد، پردهٔ دمایی با گرادیان سرعت صوت منفی شناخته می‌شود و در جنگ زیردریایی اهمیت دارد. زیرا می‌تواند سونار و سایر سیگنال‌های صوتی را منعکس کند.

## سایر توده‌های آبی
پردهٔ دمایی در دریاچه‌ها نیز قابل مشاهده است. در اقلیم‌های سرد، این پدیده می‌تواند منجر به لایه‌بندی شود. در تابستان، آب گرم که چگالی کمتری دارد، بالاتر از آب سرد با چگالی بیشتر قرار می‌گیرد و پردهٔ حرارتی آن‌ها را از هم جدا می‌کند. از آن‌جایی که سطح آب در طول روز در معرض گرمای خورشید قرار دارد، سامانه پایدار است و اختلاط کمی میان آب گرم و آب سرد انجام می‌شود.
یکی از نتایج این پایداری، عدم گردش آب در لایهٔ زیر پردهٔ دمایی و کم شدن کیفیت آب به دلیل رها شدن هیدروژن سولفید و متان و کاهش اکسیژن محلول به دلیل مصرف شدن توسط ارگانیسم‌ها است. در زمستان، سرمای شبانه منجر به کاهش دمای سطح آب می‌شود. در دمایی مشخص، چگالی آب سطحی در حال سرد شدن، از چگالی آب عمیق بیشتر می‌شود و واژگونی آغاز می‌شود. در نتیجه آب سطحی سنگین بر اثر گرانش به سوی پایین حرکت می‌کند. این پدیده در قطب‌ها نیز رخ می‌دهد و باعث به سطح آمدن آب عمیقی می‌شود که غنی از مواد غذایی است. این غنای غذایی می‌تواند باعث شکوفایی فیتوپلانکتون‌ها شود.
با تداوم کاهش دمای آب، ممکن است دمای آب سطحی به حد انجماد برسد و سطح آب به تدریج یخ بزند. آب سنگین‌تر (با دمای ۴ درجه) به سوی پایین می‌رود و آب سبک‌تر (با دمای نزدیک به انجماد) به بالا حرکت می‌کند. لایه‌بندی تازه، پس از تثبیت تا هنگامی که دما به اندازه‌ای افزایش یابد که واژگونی بهاری رخ دهد، لایهٔ یخی آب شود و دمای سطح آب به ۴ درجه برسد، پایدار می‌ماند.

## جو
لایهٔ پایینی جو نیز معمولاً دارای مرزی میان دو ناحیهٔ مجزا (تروپوسفر و استراتوسفر) است؛ ولی این مرز (تروپوپاز) رفتار کاملاً متفاوتی را نشان می‌دهد. پردهٔ دمایی جوی یا وارونگی هوا در شرایطی ایجاد می‌شود. برای نمونه، هنگامی که سرمای شبانه باعث می‌شود که هوای سطح زمین سردتر و سنگین‌تر از لایه‌های بالایی شود، لایه‌بندی انجام می‌شود. در بالای لایهٔ مرزی شبانه (که دما با ارتفاع افزایش می‌یابد)، نیمرخ دمایی معمول تروپوسفر (کاهش دما با ارتفاع) مشاهده می‌شود. پردهٔ دمایی یا وارونگی در جایی که نرخ تغییر دما نسبت به ارتفاع از مثبت به منفی تغییر می‌کند، ظاهر می‌شود. گرمای سطح زمین بر اثر آفتاب، می‌تواند پایداری وارونگی شبانه را از بین ببرد.
این پدیده نخستین بار در دههٔ ۱۹۶۰ میلادی برای مطالعات آلودگی صوتی در زمینهٔ طراحی بزرگراه‌های شهری و دیواره‌های صوتی به کار گرفته شد.